# Busan International Finance Center Landmark Tower
La Busan International Finance Center Landmark Tower es un rascacielos de 63 pisos que hace parte de un conjunto de edificios en altura en la ciudad de Busan, al suroriente de Corea del Sur. 

## Características
Su construcción comenzó en 2011 y terminó en 2014. Con una altura de 289 metros, es el sexto edificio más alto en Busan y el noveno más alto de Corea del Sur.
Fue diseñado por el estudio Haud, que también estuvo detrás de los proyectos de otros tres edificios que componen el conjunto Busan International Finance Center.